# Алтыпармак, Огюн
Огюн Алтыпармак (тур. Ogün Altıparmak; 10 ноября 1938, Адапазары — 2 февраля 2025) — турецкий футболист, нападающий, наиболее известен по выступлениям за «Фенербахче» и сборную Турции.

## Биография
Карьеру игрока начал в 1955 году в «Каршияке», а затем в 1963 году перешёл в «Фенербахче» (в это же время лечил перелом ноги). В 1968 году он также играл за «Вашингтон Уипс» в Североамериканской футбольной лиге. По возвращении в «Фенербахче» 2 октября в матче Кубка европейских чемпионов против «Манчестер Сити» он помог своей команде отыграться отдав голевой пас и забив победный гол (2:1). Он помог «Фенербахче» выиграть четыре чемпионата Турции и один кубок Турции, с «Фенербахче» он стал лучшим бомбардиром лиги в сезоне 1970/71 (16 голов), в этом же сезоне он ушёл из футбола. 7 июля 1971 года состоялся его прощальный матч между «Фенербахче» и сборной Турции.
Алтыпармак сыграл 32 матча в сборной Турции. Участвовал в отборах на чемпионаты мира и Европы, но в финальных частях турниров так и не сыграл.
После окончания карьеры игрока некоторое время занимался тренерской деятельностью, возглавлял клуб «Гиресунспор». С 1986 по 1987 год он работал менеджером в «Фенербахче». Затем он работал футбольным агентом ФИФА.
Сын Огюна Алтыпармака, Батур, также играл в футбол в период с 1990 по 2001 год. Другой сын, Окан, в 1980-х учился в Северо-Западном университете изучал бизнес-администрирование, а затем — электротехнику.
Скончался 2 февраля 2025 года в возрасте 86 лет.